# جوردن هوفر
جوردن هوفر هو لاعب كرة القدم الكندية كندي، ولد في 22 مارس 1993.